# NRG Esports
NRG Esports је професионална е-спорт организација која је основана у Лос Анђелесу 2015. године. Организација се фокусира на учешће у различитим е-спортс лигама и такмичењима, као и на развој талента и подршку е-спортс заједници.
Оснивачи организације су Енди Милер, Хектор Роса и Ќорбан Цсеба. Почетком свог рада, НРГ је имао тимове само у е-спортс играма League of Legends и Counter-Strike: Global Offensive. Касније су додати тимови за Rocket League, Hearthstone, Overwatch и Fortnite.
НРГ је стекао популарност и успех у е-спортс заједници, освојивши многе награде и прилагођавајући се променама у е-спортс индустрији. Организација је позната по свом стилу и креативности у креирању садржаја за своје припаднике, као и по својим заједничким активностима и благотворним кампањама.
У организацији НРГ су играли и неки од најпопуларнијих е-спортс играча данашњице, укључујући Џстна, Скадулза и Марвела. Са високим стандардима и амбициозношћу, НРГ наставља да буде водећа е-спортс организација, која ће наставити да обележава своју присутност у свету е-спорта.

### Етимологија
Етимологија имена ,,NRG Esports" потиче од речи енергија (енгл. energy) и спорт (енгл. sports). Спеловање слова н, р и г на енглеском језику је идентично као и читање речи енергија, зато нрг практично представља скраћеницу те речи. Организација је изабрала ово име како би се одразила на њихову амбициозност и ентузијазам за е-спортс. Овај назив је такође прилагодљив различитим играма у којима се такмиче, што одражава њихову флексибилност и адаптивност у е-спортс индустрији.

## Историја
НРГ Еспортс је основан у Лос Анђелесу 2015. године и започео је са тимовима у играма League of Legends и Counter-Strike: Global Offensive. Основачи су били Енди Милович, Хектор Роса и Ќорбан Цсебе. 
У 2016. години, НРГ је наставио да се шири, додавајући тимове за игре Овервоч и Хартстоун. Кључни моменат за ову годину био је долазак Ken "Kenith" Serra на Rocket League тим, што је означило почетак њихове доминације у овој игри. НРГ је такође постигао значајан успех у League of Legends LCS (League of Legends Championship Series) у овој години, заложивши на младог талента Јунг "Moon" Ђунг-ин.
У 2017. години, NRG Esports је продужио да се развија, отварајући нову канцеларију у Сан Франциску. У League of Legends, тим је постигао успех освајајући четири од пет игара на NA LCS пролећњем турниру. У Овервоч, тим је постигао забележан успех освајајући треће место на њиховом првом међународном такмичењу - Overwatch Pacific Championship Season 1. 
У 2018. години, тим је победио на свом првом великом Овервоч турниру, Overwatch Contenders Season 1: North America. У League of Legends, тим је освојио друго место на NA LCS Summer Split Playoffs, а у Counter-Strike: Global Offensive, тим је постигао значајан успех освајајући друго место на StarSeries i-League Season 4 турниру. НРГ је такође ушао у Фортнајт сцену, потписујући Хариса "HarrisaH1" Хагмана, а у Rocket League, тим је наставио да јача своју позицију као један од најбољих тимова у свету. Ово је била још једна успешна година за НРГ и њихове играче.
У 2019. години, тим је освојио свој први шампионат, побеђујући на Rocket League Season 7 World Championship. У Фортнајту, тим је постигао успех освајајући друго место на World Cup Pro-Am турниру, уз зарађених 500.000 долара. У ЛоЛ-у, тим је достигао полуфинале на NA LCS Spring Split Playoffs. У Counter-Strike: Global Offensive, тим је постигао успех освајајући прво место на cs_summit 4 турниру и друго место на StarSeries i-League Season 7 турниру. НРГ је такође додатно проширио своје име у Овервоч сцени, потписујући шампиона Јеонг-хван "Нох" Кима. NRG је додало Apex Legends тим ове године. Састојао се од три играча - Ace, Dizzy и Mohr, који су постигли значајне успехе у овој игри. Септембра 2019. године додат је Call of Duty: Black Ops 4 тим. Састојао од четири играча: Temp, Gunless, Havoc и Yurd, а касније су им се придружили и Karma и Mauks. Учествовали су на бројним турнирима и постигли значајне успехе.
У 2020. години, тим је освојио треће место на Rocket League Season 9 World Championship. У Fortnite, тим је постигао успех освајајући прво место на Ninja Battles турниру, са зарађених 80.000 долара. У Apex Legends, тим је постигао успех освајајући прво место на ALGS Super Regional 1 турниру и друго место на ALGS Championship турниру, са зарађених 375.000 долара. У Call of Duty, тим је достигао полуфинале на Call of Duty League Championship турниру. У Valorant, НРГ је постигао успех освајајући прво место на T1 x Nerd Street Gamers Showdown турниру и треће место на FaZe Clan Invitational турниру.
У 2021. години, тим у игри Call of Duty Mobile освојио је бројне турнире, укључујући COD Mobile World Championship North America Regional Finals. Тим у игри Rocket League освојио је турнир Intel World Open, док је тим у игри Apex Legends учествовао на бројним турнирима и показао одличне перформансе. Освојили су бројне награде у играма Овервоч и Валорант. НРГ Еспортс је такође проширио своју колекцију тимова у овој години додавањем тимова у играма Brawl Stars и Chess.com (шах).
У 2022. години, популарност ове корпорације је наставила да расте, исто може да се каже и за финансијску ситацију. Међутим, упркос популарности, у њиховој најпопуларнијој игрици где су имали највише успеха, Rocket League тим није успео да се квалификује на неколико престижних турнира. За светско првенство је добио позивницу али и поред тога су испали у осмини финала освојивши 100.000 долара. Укупан приход те године од ове игрице им је донео 205.000 долара што је дупло мање у односу на претходну годину. Стање у другим тимовима ове корпорације је прилично стабилно.

## Спонзори и партнери
НРГ Еспортс има много различитих спонзора, партнера и финансијера који помажу у подршци организације и њених играча. Неке од компанија које су партнери и спонзори NRG-а укључују компанију Respawn Products, која пружа играчима удобан и функционалан намештај за игре, енергетско пиће Red Bull, које је познато по подршци различитим спортским и еспорт такмичењима, бренд одеће Лулулемон, који је специјализован за спортску одећу, Samsung, глобални гигант из Јужне Кореје у технологији мобилних телефона, инфраструктури, телекомуникацијама и војној индустрији, Mountain Dew, америчка компанија газираних и негазираних сокова, Twitch, највећа светска компанија за приказивање директног преноса видео игара (турнира и индивидуалних игара) и многи други. Један од најновијих спонзора је Asus ROG, глобални лидер у информационим технологијама који производи широк спектар опреме са главним фокусом на хардвер рачунара.
НРГ такође има финансијску подршку од стране инвеститора, укључујући Шакил О'Нила и Џенифер Лопез. Ови инвеститори помажу НРГ-у да обезбеди средства за даљи развој и експанзију, што је кључно за успех организације у свету еспорта.
Спонзори и партнери НРГ-а су такође део различитих иницијатива и кампања организације, као што су хуманитарне акције и друштвено одговорне иницијативе које имају за циљ да помогну у решавању друштвених проблема и изазова. Ова подршка није само корисна за НРГ, већ помаже и у јачању е-спорт заједнице и повећању њеног утицаја у друштву.

## Финансијска стабилност
Све ове активности су допринеле значајном расту прихода НРГ Еспортса у протеклим годинама. Према неким изворима, организација је у 2020. години имала приходе од преко 29 милиона долара, што је значајан раст у односу на претходне године. Очекује се да ће НРГ наставити да расте и развија се у будућности, захваљујући новим партнерствима, улагачима и успесима на е-спортс сцени.
Укупна вредност у 2020. години, од чак 240 милиона долара ставља НРГ на девето место највреднијих е-спорт тимова на свету. Директно изнад T1 али испод ГенГ.
| Назив тима  | Вредност тима      |
| ----------- | ------------------ |
| ТСМ         | 540 милиона долара |
| 100 Тивс    | 460 милиона долара |
| Тим Ликвид  | 440 милиона долара |
| Фејз Клан   | 400 милиона долара |
| Клауд9      | 380 милиона долара |
| Г2 Еспортс  | 340 милиона долара |
| Фнатик      | 260 милиона долара |
| ГенГ        | 250 милиона долара |
| НРГ Еспортс | 240 милиона долара |
| Т1          | 220 милиона долара |

### Сан Франциско Шок
Сан Франциско Шок је е-спорт тим који учествује у Овервоч лигама, које су организоване од стране Blizzard Entertainment. Тим је основао Енди Милер, власник НРГ-а. Седиште тима је у Сан Франциску, Калифорнији. СФС је постао први шампион Овервоч лиге 2019. године, што је огроман успех за тим и НРГ Еспортс као њиховог власника.
Настављајући своју доминацију, Сан Франциско Шок је одбранио свој наслов првака у сезони 2020. године. Показали су невероватну снагу, тактичку интелигенцију и изузетне индивидуалне перформансе током целе сезоне, што их је довело до још једне велике победе и још једног шампионског наслова.
Поред ових главних успеха, овај тим је такође остварио бројне друге значајне резултате. Освајали су више регионалних турнира и постигли високе пласмане на међународним такмичењима. Њихова посвећеност, стручност и упорност су им донели завидну позицију у Овервоч заједници.

## Инфраструктура

#### НРГ Замак
НРГ Замак је импресивна структура смештена у Лос Анђелесу, у Калифорнији. Изграђен је са циљем да пружи савремену базу за тренинг и такмичења за играче и тимове НРГ Еспортс организације.
Замак се састоји од три спрата са укупно 15.000 квадратних метара простора за тренинг, канцеларије, собе за одмор и опуштање, као и просторије за састанке. На првом спрату се налази велика дворана за тренинг са мноштвом рачунарских конфигурација и опреме за врхунске перформансе. Ту се налазе и приватни кабинети за играче и менаџере.
Други спрат има луксузне собе за одмор и опуштање, као и просторије за састанке и презентације. Овде се налазе и канцеларије менаџера и других запослених у организацији.
На трећем спрату се налази отворени простор за забаву и дружење, са бифеом, играма и другим садржајима за играче и особље.
НРГ Замак истовремено омогућава пријатно окружење за опуштање и дружење. Овај објекат такође представља импресиван симбол успеха НРГ Еспортс организације и њених играча.

#### Централа
НРГ Еспортс има централу у Лос Анђелесу, САД, која служи као база за управљање свим пословима и активностима тима. Централа има модерну опрему и технологију, што омогућава НРГ тиму да остане у корак с најновијим трендовима у е-спорту.
НРГ запошљава тим људи с различитим стручностима и искуствима како би се осигурало учинковито вођење тима и организације. Уз професионалне играче, НРГ запошљава и многе друге запосленике, укључујући менаџере, тренере, стручњаке за маркетинг и друге особе које раде на различитим задацима, као што су управљање друштвеним мрежама, организација догађаја и спонзорстава.
Број запослених у НРГ-у варира зависно од сезоне, али према актуелним изворима има преко 120 запослених.

## Популарност и гледаност
НРГ Еспортс је једна од најпопуларнијих е-спортс организација на свету, са великим бројем фанова и гледалаца широм света. Упркос томе што тачни подаци о гледаности нису увек доступни, постоје неки подаци о гледаности НРГ-а на месечном и годишњем нивоу.
Према статистикама са платформе Твичу, НРГ је једна од најгледанијих е-спортс организација на овој платформи. НРГ је био међу топ 10 организација по гледаности на Твичу у 2020. години, са преко 27 милиона сати гледања. Док је само прошлог месеца, априла 2023. године достигао цифру од 2.5 милиона сати гледања.
Такође, НРГ има велику базу фанова и пратиоца на друштвеним мрежама, укључујући Твитер, Инстаграм и Фејсбук. Према Сошал Блејд, НРГ има преко милион пратилаца на Твитеру, преко милион пратилаца на Инстаграму и скоро 500 хиљада пратилаца на Фацебооку.
Осим тога, НРГ има велику публику и на Јутјуб-у, где објављују различите садржаје, укључујући снимке турнира, влогове, интервјуе и још много тога. Према подацима са Јутјуб-а, НРГ има преко 400 хиљада претплатника на свом званичном каналу.
Све у свему, НРГ Еспортс има велику базу фанова и пратиоца широм света, са великим бројем гледалаца на Твичу-у и другим платформама за стриминг, као и на друштвеним мрежама и Јутјуб-у.
НРГ-ов друштвено-гејминг бренд, Фул Сквод Гејминг постао је инстант-звезда и сакупио милионе пратилаца на ТикТок-у и Јутјуб-у. НРГ-ови канали садржаја тренутно досежу преко 70 милиона јединствених посетилаца месечно и преко 5 милиона прегледа дневно!